# Liu Lingling
Liu Lingling (Fuzhou, 8 de noviembre de 1994) es una deportista china que compite en gimnasia en la modalidad de trampolín.
Participó en los Juegos Olímpicos de Tokio 2020, obteniendo una medalla de plata en la prueba individual. Ganó cinco medallas en el Campeonato Mundial de Gimnasia en Trampolín entre los años 2014 y 2017.

## Palmarés internacional
| Juegos Olímpicos   | Juegos Olímpicos               | Juegos Olímpicos | Juegos Olímpicos |
| Año                | Lugar                          | Medalla          | Prueba           |
| ------------------ | ------------------------------ | ---------------- | ---------------- |
| 2020               | Tokio (Japón)                  | Medalla de plata | Individual       |
| Campeonato Mundial |                                |                  |                  |
| Año                | Lugar                          | Medalla          | Prueba           |
| 2014               | Daytona Beach (Estados Unidos) | Medalla de oro   | Individual       |
| 2014               | Daytona Beach (Estados Unidos) | Medalla de oro   | Sincronizado     |
| 2015               | Odense (Dinamarca)             | Medalla de oro   | Equipo           |
| 2015               | Odense (Dinamarca)             | Medalla de plata | Individual       |
| 2017               | Sofía (Bulgaria)               | Medalla de oro   | Equipo           |